# Garnerans
Garnerans település Franciaországban, Ain megyében. Lakosainak száma 685 fő (2022. január 1.). Garnerans Bey, Cormoranche-sur-Saône, Cruzilles-lès-Mépillat, Illiat, Saint-Didier-sur-Chalaronne, La Chapelle-de-Guinchay és Crêches-sur-Saône községekkel határos.

## Népesség
A település népességének változása:
| Lakosok száma | 350  | 376  | 484  | 623  | 667  | 662  | 647  | 634  | 657  | 685  |
|               | 1968 | 1982 | 1990 | 2006 | 2013 | 2015 | 2017 | 2019 | 2020 | 2022 |